# Stržišče, Sevnica
Stržišče je naselje v Občini Sevnica.